# British Aerospace Jetstream
Il British Aerospace Jetstream è un aereo di linea regionale biturboelica, monoplano ad ala bassa e fusoliera pressurizzata, progettato dall'azienda aeronautica British Aerospace nei tardi anni settanta del XX secolo.
Ulteriore sviluppo dell'Handley Page Jetstream, venne introdotto sul mercato dell'aviazione commerciale nei primi anni ottanta riscuotendo un buon successo.

## Storia del progetto
La Scottish Aviation aveva rilevato la produzione del progetto Jetstream originale dalla Handley Page, e quando fu nazionalizzato insieme ad altre società britanniche nella British Aerospace (ora BAE Systems) nel 1978, BAe decise che il progetto meritava un ulteriore sviluppo e iniziò a lavorare su un "Mark 3" Jetstream. Come con la precedente versione 3M militare, sviluppata per l'United States Air Force (USAF), la nuova versione è stata riprogettata con i nuovi motori turboelica Garrett (ora Honeywell TPE331) che offrivano più potenza (nominale piatta a 1 020 shp (761 kW) con un limite termodinamico di 1 100 shp (820 kW)) e intervalli di revisione più lunghi rispetto ai motori Turbomeca Astazou originali. Ciò ha consentito all'aereo di essere offerto in un'opzione da 18 posti (sei file, 2+1), con un corridoio sfalsato e con un'opzione acqua metanolo per il motore per consentire la capacità di operare al carico massimo da una quantità maggiore di aeroporti, in particolare negli Stati Uniti d'America continentali e in Australia.
Il risultato fu il Jetstream 31, che volò per la prima volta il 28 marzo 1980, essendo certificato nel Regno Unito il 29 giugno 1982. La nuova versione si dimostrò apprezzata quanto Handley Page sperava che sarebbe stato il modello originale, e diverse centinaia di 31 sono stati costruiti negli anni ottanta. Nel 1985 fu pianificato un ulteriore aggiornamento del motore, che volò nel 1988 come Jetstream Super 31, noto anche come Jetstream 32. La produzione continuò fino al 1993, arrivando a 386 esemplari realizzati tra le versioni 31 e 32. Quattro Jetstream 31 furono ordinati per la Royal Navy nel 1985 come addestratori di osservatori radar, il Jetstream T.3, ma furono successivamente utilizzati per il trasporto VIP.
Nel 1993 British Aerospace ha adottato il nome Jetstream come nome del marchio per tutti i modelli biturboelica. Oltre a Jetstream 31 e Jetstream 32, ha anche costruito il Jetstream 41 e il BAe ATP/Jetstream 61 in co-branding. Il nome Jetstream 61 non è mai stato utilizzato in servizio e ha mantenuto il nome commerciale "ATP". L'azienda ha anche proposto, ma non ha mai costruito, Jetstream 51 e Jetstream 71.
Nel luglio 2008, un team BAE Systems che comprendeva Cranfield Aerospace e il National Flight Laboratory Center dell'Università di Cranfield ha ottenuto un importante passo avanti nella tecnologia dei sistemi aerei senza pilota. Il team ha volato una serie di missioni, per un totale di 1 290 km; 695 nmi (800 mi), in un Jetstream 31 (G-BWWW) appositamente modificato senza alcun intervento umano. Questa è stata la prima volta che un'impresa del genere è stata raggiunta.

## Tecnica

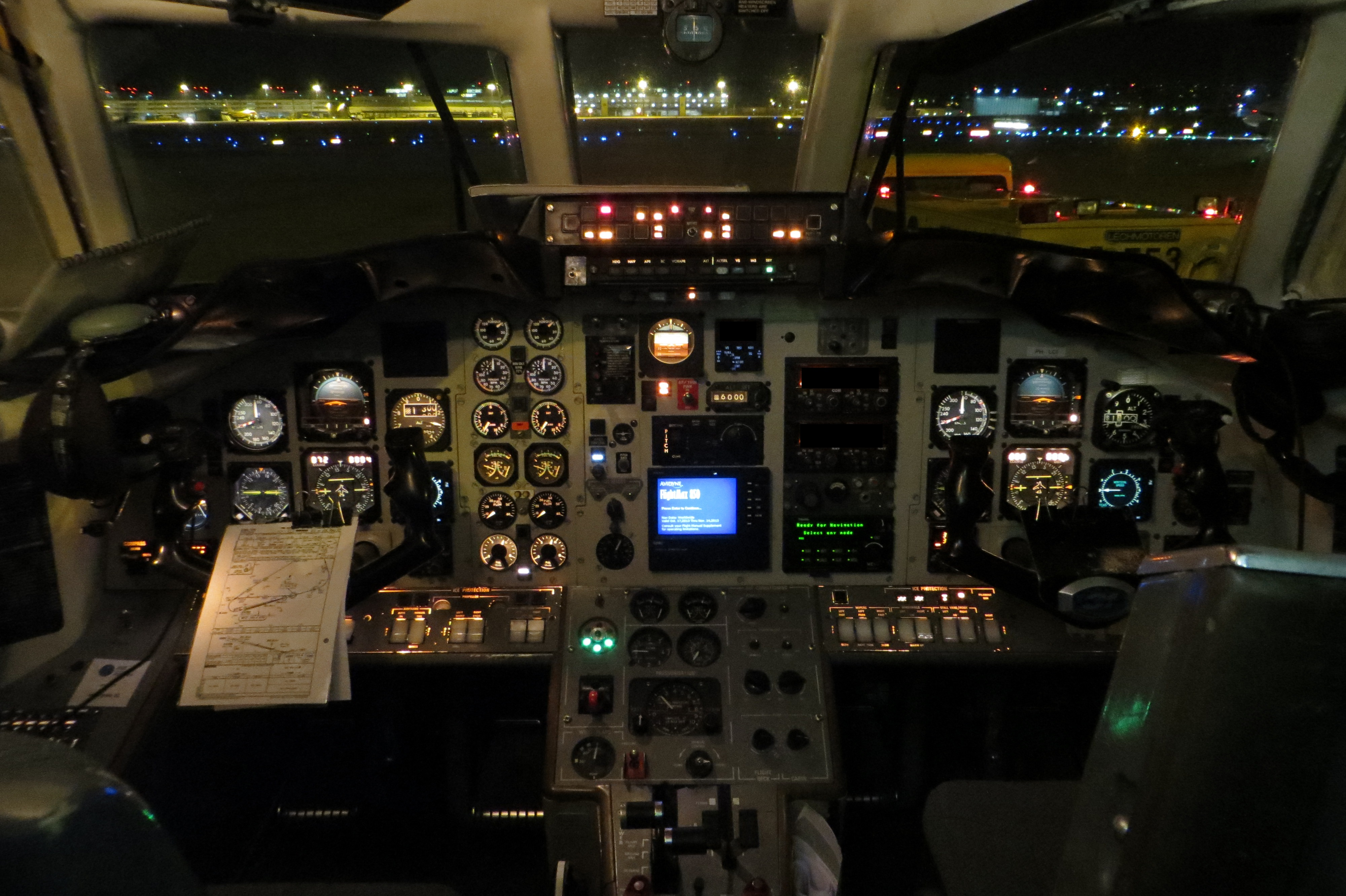
Cockpit Jetstream 31

### Struttura
Il modello ripropone l'impostazione generale del suo predecessore. Costruzione interamente metallica, cellula con cabina di pilotaggio separata dalla sezione passeggeri, accessibile da scaletta integrata nella fusoliera, interamente pressurizzata, e con finestrini tondi. L'impennaggio è del tipo cruciforme.
La configurazione alare è monoplana, con piano alare posizionato basso sulla fusoliera e a pianta rastremata e che integra le due gondole motori. Il carrello d'atterraggio è del tipo triciclo anteriore, con gli elementi principali retraibili nelle gondole motori e quello anteriore, dotato di ruote binate, posizionato sul naso davanti alla cabina di pilotaggio, tutti con movimento in avanti.

### Propulsione
La propulsione del velivolo è affidata una coppia di motori turboelica Garrett (poi Honeywell) TPE331, che trasmettono il moto ad altrettante eliche quadripala a velocità costante.

## Impiego operativo

### Militare

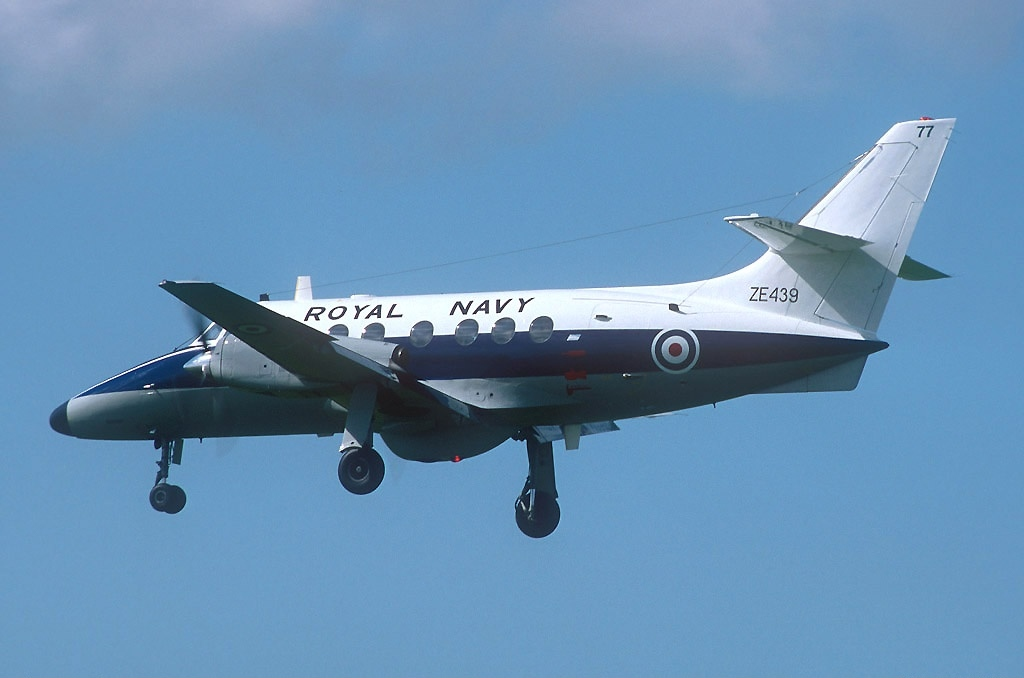
Il Jetstream T.3 ZE439 della Fleet Air Arm in fase di atterraggio alla RNAS Yeovilton nell'agosto 1998.

Nel 1985 la Royal Navy, intenzionata ad aumentare la propria flotta di esemplari T.2, derivati dal Handley Page Jetstream, decise di effettuare un ordine per quattro esemplari di Jetstream 31 da assegnare alla 750 Naval Air Squadron, squadrone da addestramento della Fleet Air Arm distaccato presso la Royal Naval Air Station Culdrose. Tutti gli esemplari vennero consegnati nel 1986 e a questa variante, più moderna, venne assegnata la designazione Jetstream T.3. Con i nuovi modelli la 750 NAS poté contare entro la fine di quell'anno su un totale di 20 esemplari. Gli esemplari differivano dalla versione civile per un vistoso radome posto sotto la fusoliera che conteneva i due radar, il radar Doppler per il Tactical Air Navigation System (TANS) e il radar multimodale Racal ASR360, tuttavia nelle prime missioni operative si riscontrò che la portata di tale strumentazione era molto limitata, per cui si preferì rimuovere la console e i radar, riorganizzando lo scompartimento per trasformarlo, aggiungendo posti a sedere, in un aereo da trasporto.
Anche la Al-Quwwat al-Jawwiyya al-Sa'udiyya, l'aeronautica militare dell'Arabia Saudita, si dichiarò interessata da una versione ad uso militare del Jetstream 31, destinata all'addestramento degli ufficiali ai sistemi d'arma, sottoscrivendo un ordine per due esemplari, consegnati tra la fine del 1986 e la metà del 1987. Uno dei due venne perso in un incidente in avvicinamento alla base aerea Re Abd al-Aziz di Dhahran il 14 ottobre 1989, mentre l'altro, al 2020, risulta ancora operativo.

## Varianti

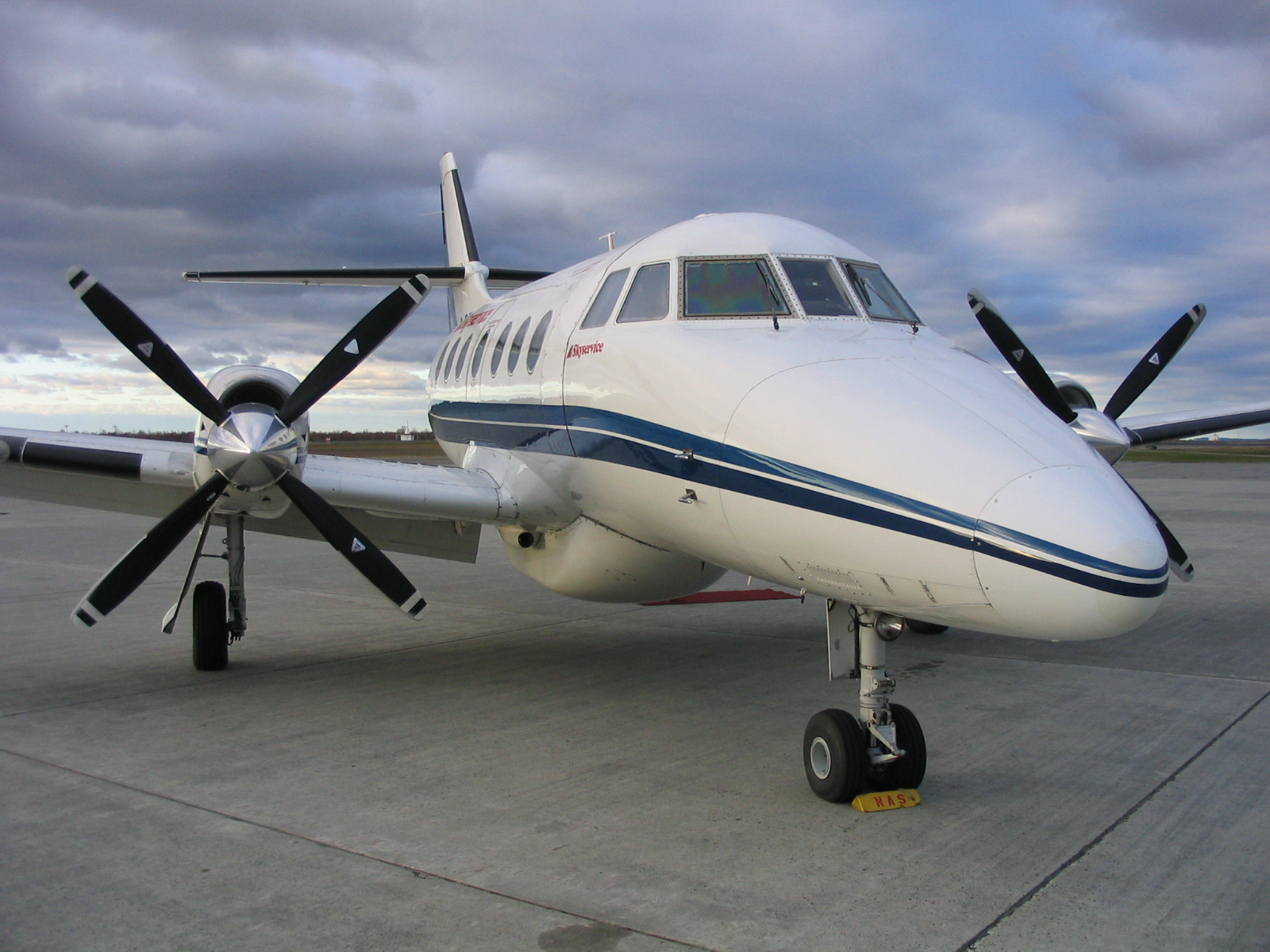
C-GEOC in sosta all'aeroporto di Sudbury, Ontario, Canada.

Jetstream 31 Airliner
versione commuter da 18/19 passeggeri.
Jetstream 31 Corporate
versione executive da 12 passeggeri.
Jetstream 31EP
sviluppo, prestazioni migliorate.
Jetstream 31EZ
versione militare, EEZ o da pattugliamento marittimo.
Jetstream Executive Shuttle
versione executive da 12 passeggeri.
Jetstream 31 Special
versione da trasporto utility.
Jetstream 32EP
sviluppo, versione da 19 passeggeri.
Jetstream QC (Quick Change)

## Utilizzatori

### Civili

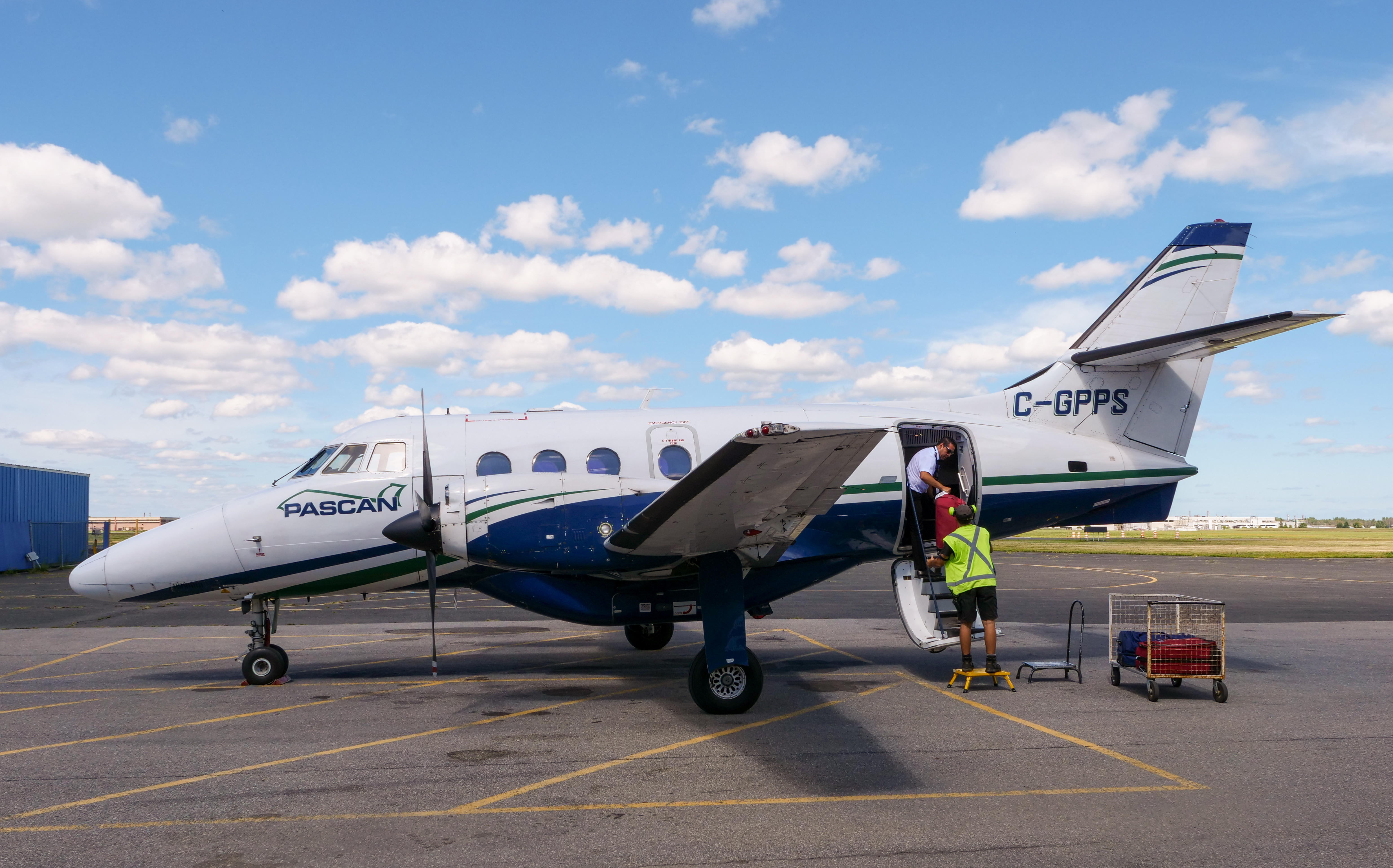
Un Bae Jetstream 32 della Pascan Aviation all'Aeeroporto di Montréal Saint-Hubert Longueuil.

Al luglio 2019 risultavano 70 esemplari di Jetstream 31 ancora in servizio operativo: 49 in America, 15 in Europa, 5 nell'area dell'Asia Pacifica e uno in Africa.
Al 2020, i principali utilizzatori sono:
- Pascan Aviation (13 esemplari)[5]
- SARPA (10 esemplari)[6]
- AIS Airlines (8 esemplari)[7]
- Northwestern Air (8 esemplari)[8]
- FlyPelican (5 esemplari)[9]
- Originair (2 esemplari)[10][11]
- Transmandu (1 esemplare)[12]

### Militari
Arabia Saudita
- Al-Quwwat al-Jawwiyya al-Sa'udiyya

Al 2020 risulta ancora in servizio un esemplare in configurazione da trasporto.
 Bolivia
- Fuerza Aérea Boliviana

Opera con 2 esemplari in configurazione da trasporto, entrambi operativi al gennaio 2017.
 Regno Unito
- Fleet Air Arm

esemplari ritirati dal servizio nel 2011.